# Чиладзе, Тамаз Иванович
Тама́з Чила́дзе (Тамаз Иванович Чиладзе, груз. თამაზ ივანეს ძე ჭილაძე, 1931—2018) — грузинский писатель, поэт и драматург. Лауреат Государственной премии Грузинской ССР имени Шота Руставели, Государственной премии Грузии в области литературы, искусства и архитектуры (1992 и 1997). Почётный гражданин Тбилиси (2013).

## Биография
Тамаз Чиладзе родился 5 марта 1931 года в грузинском городе Сигнахи. Старший брат писателя Отара Чиладзе.
Окончил филологический факультет Тбилисского государственного университета (1954). В 1956 публикует первый сборник стихотворений, через год выходит второй сборник, тогда же становится членом Союза писателей Грузии. Русскоязычный читатель познакомился с творчеством Чиладзе в 1961 году, когда вышел его поэтический сборник «Сети звёзд» в переводе Евгения Евтушенко. В 1963 на русском языке публикуется первое прозаическое произведение писателя, повесть «Прогулка на пони».
Автор ряда пьес, которые ставили Роберт Стуруа, Темур Чхеидзе, Гизо Жордания и другие известные режиссёры.
Скончался после продолжительной болезни 28 сентября 2018 года.